# FK Ljuboten
O FK Ljuboten é um clube de futebol macedônio com sede em Tetovo. A equipe compete no Campeonato Macedônio de Futebol.

## História
O clube foi fundado em 1919.